# Emy Roeder
Emilie Julie ("Emy") Roeder (Würzburg, 30 januari 1890 – Mainz, 7 februari 1971) was een Duitse beeldhouwer en tekenaar.

## Leven en werk
Emy Roeder ontving haar eerste kunstopleiding (tekenen en modelleren) vanaf 1908 aan de Polytechnische Zentralverein Würzburg. In 1911 verhuisde zij na de dood van haar vader naar München. Van 1913 tot 1915 studeerde zij bij de beeldhouwer Bernhard Hoetger in Darmstadt. In 1915 verhuisde zij naar Berlijn, waar zij zich als kunstenares vestigde. Zij leerde onder anderen Rudolf Belling en haar toekomstige echtgenoot Herbert Garbe (1888-1945) kennen, alsmede het werk van beeldhouwers als Alexander Archipenko en Wilhelm Lehmbruck, en zij werd lid van de kunstenaarsgroepering Freie Secession. In 1918 sloot zij zich aan bij de Berliner Secession en in 1919 bij de groepering Vereinigung der radikalen bildenden Künstler, de revolutionaire Novembergruppe van Max Pechstein. Op 20 januari 1919 trad zij in het huwelijk met Garbe. Samen waren zij bevriend met de expressionistische kunstenaars Käthe Kollwitz, Ernst Barlach en Karl Schmidt-Rottluff. In 1920 ontving zij voor haar werk Die Schwangere de Preis der Preußische Akademie. Van 1920 tot 1925 studeerde Roeder in het Meisteratelier, dat net was opengesteld voor vrouwen, van Hugo Lederer aan de Preußische Akademie der Künste in Berlijn.
In 1933 kreeg Garbe, die zich inmiddels had aangesloten bij de NSDAP, de Villa-Massimo-Preis voor een verblijf in Rome. Samen verlieten zij Berlijn, maar Roeder keerde in 1934 niet met haar echtgenoot terug naar Duitsland en verbleef alleen in Rome, Parijs en Beieren (in 1935 lieten Roeder en Garbe zich scheiden). Zij kreeg in 1936 de Villa-Romana-Preis voor een verblijf in Florence. In 1937 werd haar, eerder bekroonde, werk Die Schwangere tentoongesteld op de expositie van Entartete Kunst in München en zij kreeg een tentoonstellingsverbod voor haar etsen. Zij besloot niet naar Duitsland terug te keren en in Florence te blijven, waar zij werd ondersteund door de directeur van de Villa Romana Hans Purrmann. In 1944 werd zij door de Amerikanen geïnterneerd, maar na bemiddeling van bevriende kunstenaars weer vrijgelaten. Zij werkte tot 1949 in Rome, toen zij werd overgehaald naar Duitsland terug te keren. De stad Mainz verstrekte een woning/atelier en benoemde haar tot hoogleraar beeldhouwkunst aan de Landeskunstschule Mainz. In 1953 gaf zij deze functie weer op, maar zij bleef in Mainz en vestigde zich daar als vrij kunstenares. In 1955 werd Emy Roeder uitgenodigd voor deelname aan documenta 1 in Kassel. Zij diende in 1955, evenals Max Bill, Wilhelm Loth en Herbert Volwahsen, een ontwerp in voor het Georg-Büchner-Denkmal in Darmstadt, maar werd niet gekozen. Haar werk werd gedomineerd door de thema's vrouwenfiguur, moeder en kind en dieren in de materialen hout en brons. Zij kreeg bekendheid door haar portretten (van onder anderen Gustav Seitz en Karl Schmidt-Rottluff) en sculpturen. In 1966 kreeg Roeder de Großer Kulturpreis der Stadt Würzburg voor haar gehele oeuvre.
Emy Roeder overleed in 1971 en werd bijgezet in het familiegraf op het Hauptfriedhof Würzburg. Haar eigen werk en dat van andere kunstenaars (onder anderen Erich Heckel) wordt geëxposeerd in Museum im Kulturspeicher in Würzburg.
In 1979 werd een naar Emy Roeder genoemde kultuurprijs ingesteld door de deelstaat Rijnland-Palts en de Kunstverein Ludwigshafen am Rhein voor jonge kunstenaars tot 35 jaar, de Junge Rheinland-Pfälzer Künstlerinnen und Künstler - Emy Roeder Preis (Emy-Roeder-Preis).

## Archeologische opgraving 2010
Bij een archeologische opgraving op een bouwterrein tegenover het Rotes Rathaus, het stadhuis van Berlijn, waar tot 1945 de Königstraße liep, zijn elf bronzen en keramische, verloren gewaande, sculpturen gevonden. De kunstvoorwerpen werden in november 2010 tentoongesteld in het Neues Museum. De beelden die in 1937 werden geëxposeerd in München als Entartete Kunst zijn onder andere van de kunstenaars Otto Freundlich (Kopf uit 1925), Otto Baum, Emy Roeder (Schwangere uit 1918), Edwin Scharff (Portret Anni Mewes uit 1917/21) en Gustav Heinrich Wolff (Stehende Gewandfigur uit 1925).

## Werken (selectie)
- 1918 Frau aus dem Moor
- 1919 Stute und Fohlen, part. collectie
- 1920 Die Schwangere, Museum im Kulturspeicher in Würzburg
- 1921 Betender Knabe, Museum im Kulturspeicher in Würzburg
- 1928 Geschwister
- 1932 Sitzende Mutter und Kind
- 1933 Zwei kleine Mädchen en Rückblende
- 1933/34 Geschwister, Mädchen von einem Kleinkind umhalst
- 1934 Stehendes Mädchen mit Tuch (Pariserin)
- 1937 Badende
- 1940/41 Freundinnen, Lehmbruck-Museum in Duisburg
- 1943 Mutter und Kind
- 1956 In der Sonne
- 1959/60 Phoenix, Institut für Kunstgeschichte Johannes Gutenberg Universiteit in Mainz
- 1963 Tripoli III of Große sitzende Tripolitanerin, LVR-LandesMuseum Bonn in Bonn